# Łuh (rejon rachowski)
Łuh (ukr. Луг) – wieś na Ukrainie, w obwodzie zakarpackim, w rejonie rachowskim. W 2001 liczyła 1985 mieszkańców, wśród których 1957 jako ojczysty język wskazało ukraiński, 19 rosyjski, 2 mołdawski, 3 rumuński, 1 bułgarski, a 3 inny.